# Grądy (Opole Lubelskie)
Pour les articles homonymes, voir Grądy.
Grądy (prononciation [ˈɡrɔndɨ]) est un village de la gmina de Chodel du powiat d'Opole Lubelskie dans la voïvodie de Lublin, située dans l'est de la Pologne.
Il se situe à environ 6 kilomètres à l'est de Chodel (siège de la gmina), 19 kilomètres à l'est d'Opole Lubelskie (siège du powiat) et 31 kilomètres au sud-ouest de Lublin (capitale de la voïvodie).

## Histoire
De 1975 à 1998, la ville est attachée administrativement à l'ancienne Lublin.

Depuis 1999, elle fait partie de la nouvelle voïvodie de Lublin.